# Доводчиков, Кирилл Александрович
Кирилл Александрович Доводчиков (1824—1863) — русский поэт.
Сын мелкого пошехонского помещика. Учился в Санкт-Петербурге. Писал стихи, получившие, по его словам, одобрение у В. Г. Бенедиктова, Н. М. Языкова и А. В. Кольцова. Был выслан в Ярославль под надзор полиции.
Автор рукописной поэмы «Панорама Ярославля», сохранившейся в пяти списках. Поэма направлена против местных богатых дворян, чиновников, нравов горожан. В ней высмеиваются казнокрадство, взяточничество, подхалимаж, глупость. Среди конкретных раскритикованных лиц жандармский адъютант Смирнов, генерал-губернатор А. П. Бутурлин и др. А. В. и Н. А. Астафьевы отмечали, что «поэме свойственны меткость и острота характеристик, порой подлинный юмор», однако она «не отличается большим художественным мастерством и не выходит за пределы дворянского фрондёрства».
Стихи Доводчикова публиковались в «Современнике» (1844, т. 35), «Отечественных записках» (1844, т. 62), «Библиотеке для чтения» (1845, т. 71), «Метеоре» (1845). В журнале «Репертуар и пантеон» напечатаны две его статьи о Ярославском театре.
Его брат М. А. Доводчиков напечатал в журнале «Отечественные записки» рассказ «Моя ночная вахта» (1834, № 25-26) и главу из романа «Гибель фрегата» (1834, № 25-26, 39-40). О сыне Кирилла Александровича Доводчикова, Кирилле Кирилловиче Вы можете узнать в книгах Романов-Борисоглебск Дома и усадьбы, автора, Сергея Сергеевича Кошелева и Еремея Руслановича Трофименко "Загадочные романовцы".

## Издания
- Доводчиков К. А. Панорама // Ярославская старина. — Ярославль, 1995. — Вып. 2. Приложение. — С. 34-38.